# Ebracteola derenbergiana
Ebracteola derenbergiana är en isörtsväxtart som först beskrevs av Moritz Kurt Dinter, och fick sitt nu gällande namn av Moritz Kurt Dinter och Schwant. Ebracteola derenbergiana ingår i släktet Ebracteola och familjen isörtsväxter. Inga underarter finns listade i Catalogue of Life.